# Petrocephalus bovei
Petrocephalus bovei är en fiskart som först beskrevs av Valenciennes, 1847.  Petrocephalus bovei ingår i släktet Petrocephalus och familjen Mormyridae.

## Underarter
Arten delas in i följande underarter:
- P. b. bovei
- P. b. guineensis